# Драганівка (Тернопільський район)
Драгані́вка — село в Україні, у Підгороднянській сільській громаді Тернопільського району Тернопільської області. Адміністративний центр колишньої Драганівської сільської ради. До Драганівки приєднано хутір Квітове (Колонія). Розташоване на річці Руда, в центрі району.
Населення — 905 осіб (2003).

## Історія
Перша писемна згадка — 1708 рік, в реєстрі церков Львівської єпархії (НМЛ). Також, у книзі Ркл — 11 Генеральних візитацій Львівської єпархії Національного музею у Львові (аркуш 212) є опис церкви Пресвятої Трійці с. Траганівка (Драганівка) за період між 1732—1733 роками. У ньому згадується про те, що священик Василь Хлібовицький (Хлебевицький) отримав призначення на парафію у 1729 році. Пізніше аналогічна згадка є у книзі Ркл — 21 (аркуші 221—224) з датою 17.12.1760 року. У ці часи село належало до Козлівського намісництва у церковній структурі, а адміністративно до Буцнівського староства. [1].
Діяли товариство «Просвіта». кооператив.
12 червня 2020 року, відповідно до розпорядження Кабінету Міністрів України № 724-р «Про визначення адміністративних центрів та затвердження територій територіальних громад Тернопільської області» увійшло до складу  Підгороднянської сільської громади.
19 липня 2020 року, в результаті адміністративно-територіальної реформи та ліквідації Тернопільського району, село увійшло до складу новоутвореного Тернопільського району.

## Населення
Згідно з переписом УРСР 1989 року чисельність наявного населення села становила 913 осіб, з яких 401 чоловік та 512 жінок.
За переписом населення України 2001 року в селі мешкала 931 особа.

### Мова
Розподіл населення за рідною мовою за даними перепису 2001 року:
| Мова       | Кількість | Відсоток |
| ---------- | --------- | -------- |
| українська | 927       | 99.57%   |
| російська  | 17        | 0.32%    |
| польська   | 1         | 0.11%    |
| Усього     | 931       | 100%     |

## Релігія
- церква Пресвятої Трійці (1832, мурована, ПЦУ та УГКЦ),
- костел Матері Божої Сніжної (1852).

## Пам'ятники
Споруджено пам'ятник воїнам-односельцям, полеглим у німецько-радянській війні (1986).

## Соціальна сфера
Діють загальноосвітня школа І-ІІ ступенів, клуб, бібліотека, ФАП.

## Відомі люди
У Драганівці перебував релігійний діяч (тоді семінарист) Йосип Сліпий, який у 1920 -х роках приїжджав до отця Констянтина Весни (греко-католицького священика). Корені їхньої дружби сягають 1914 року, коли молоде подружжя Веснів тимчасово проживало в селі Заздрість у будинку Дичковських (Сліпих).
- Завада Михайло Йосипович (1981—2022) — солдат Збройних сил України, учасник російсько-української війни.

## Галерея

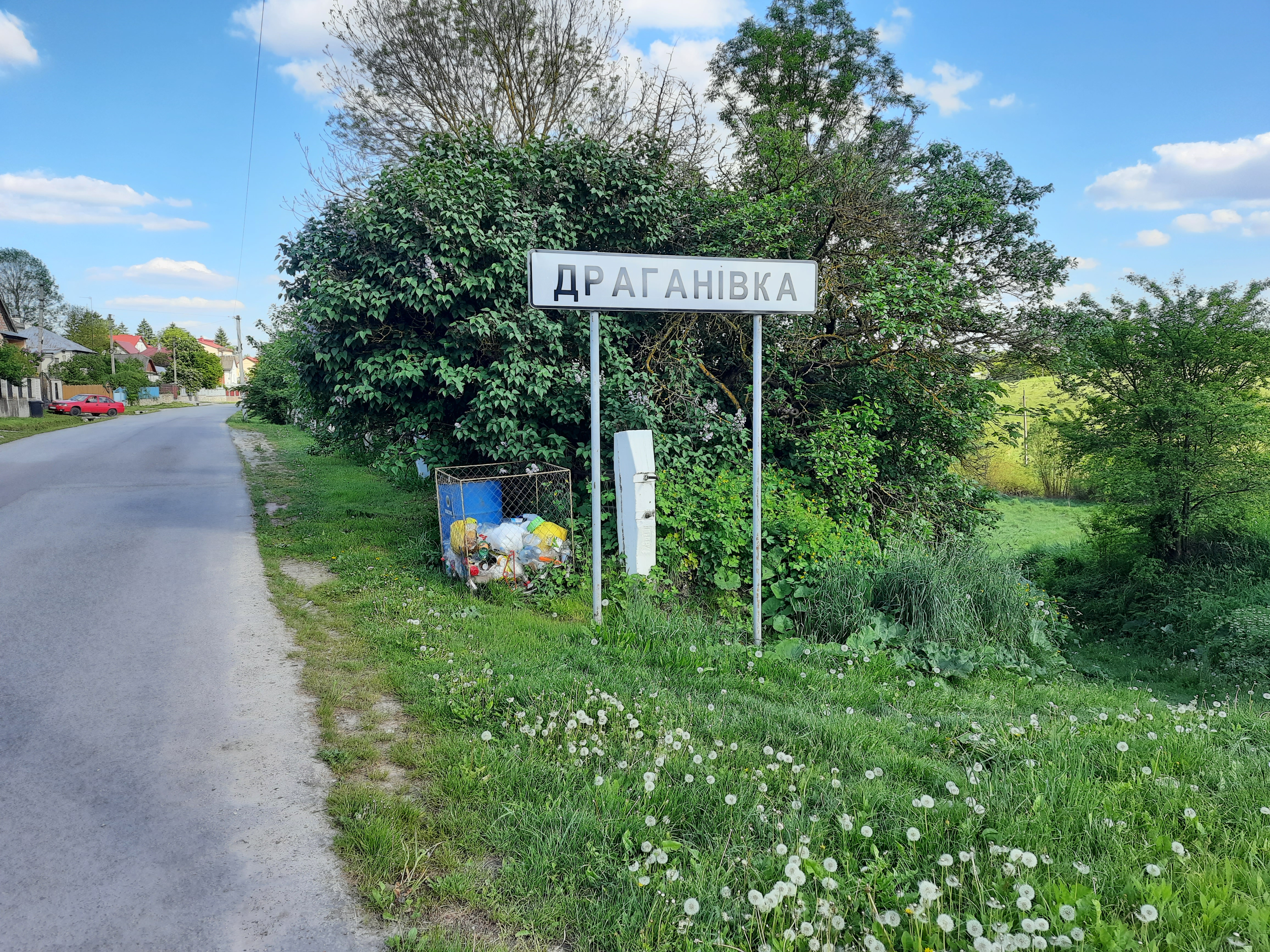
Дорожній знак при в'їзді в село
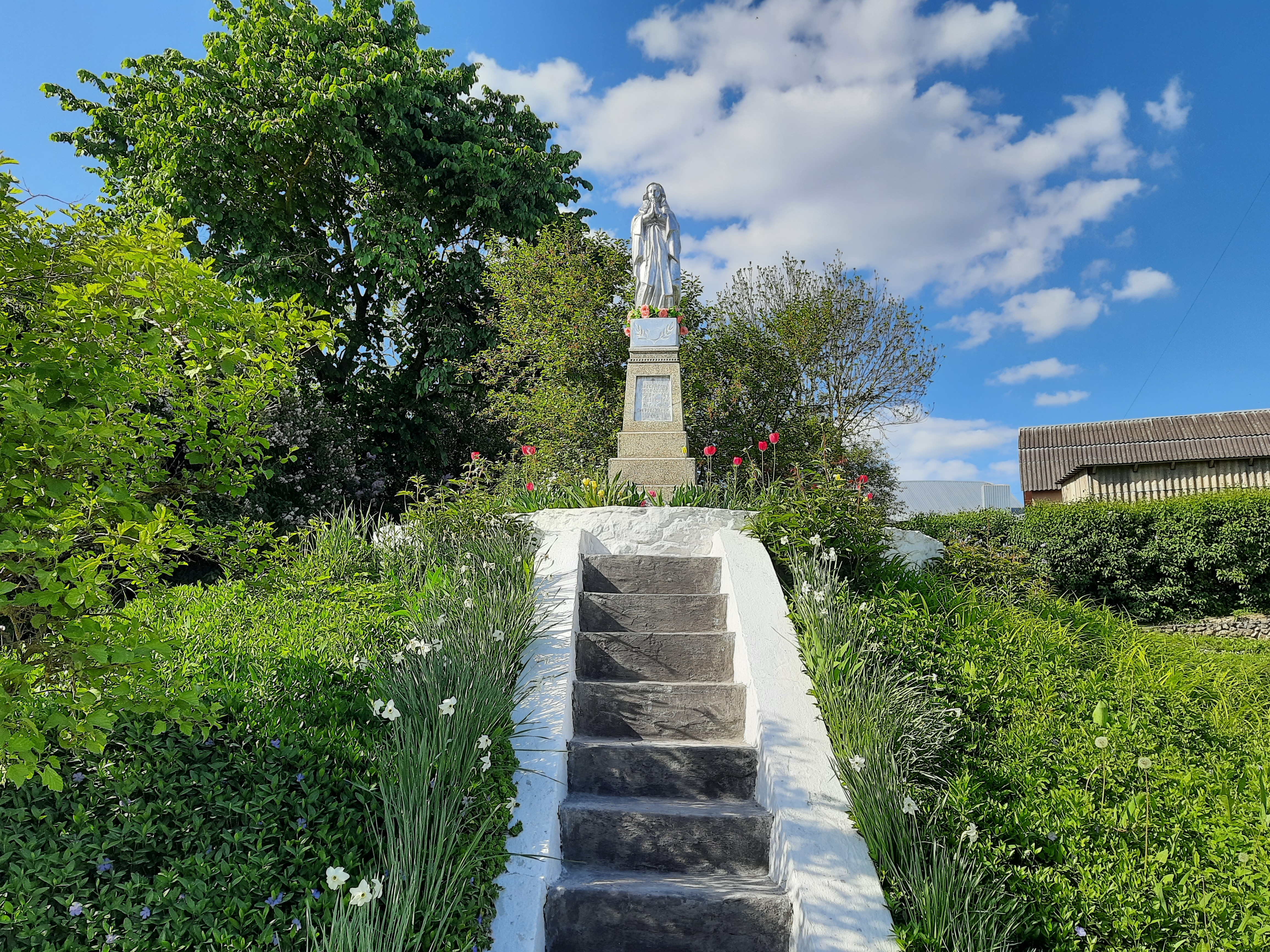
Статуя Божої Матері
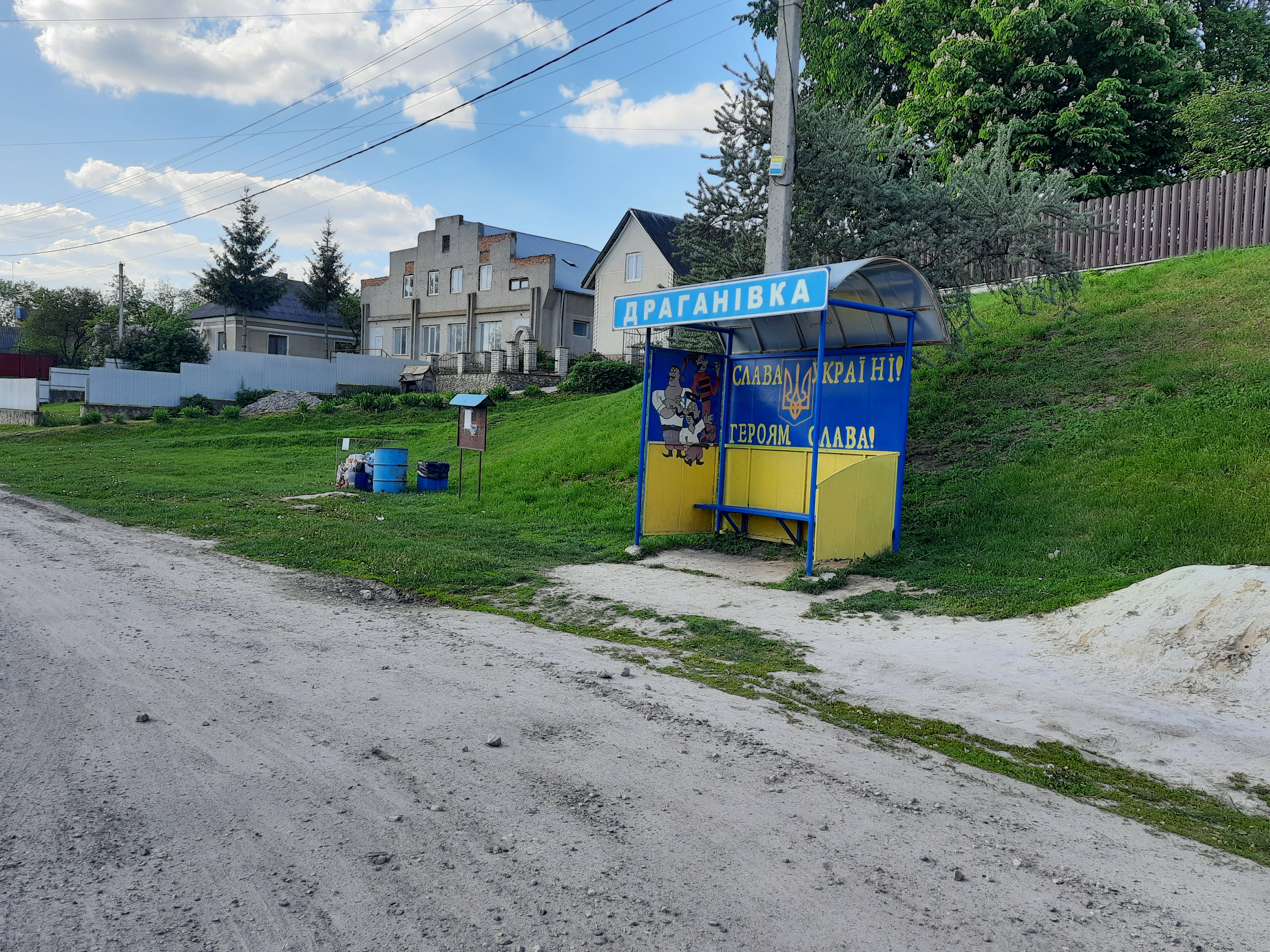
Автобусна зупинка
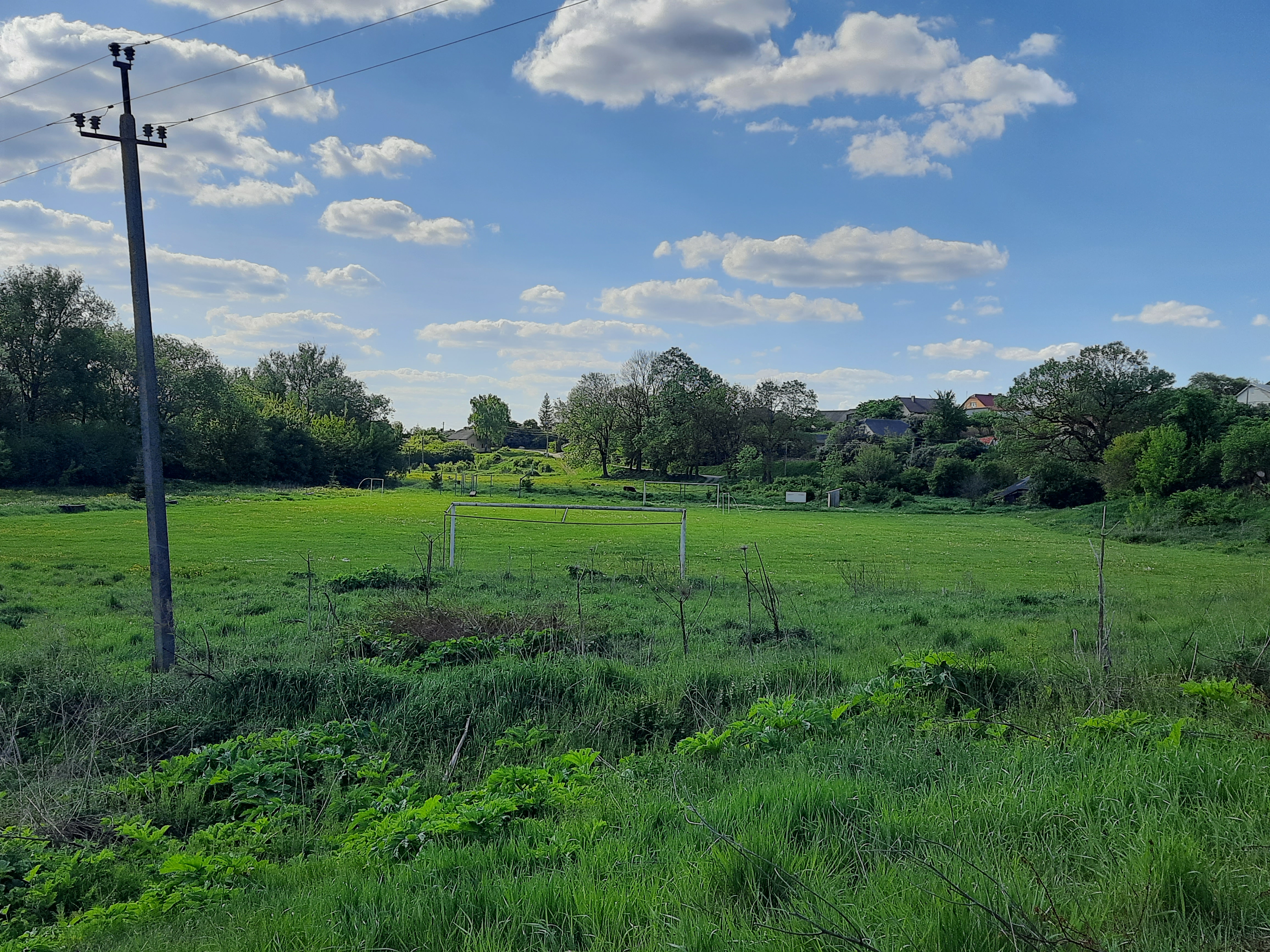
Стадіон